# Ponte di Caprigliola
Le pont sur la Magra entre Caprigliola et Albiano, également connu sous le nom de pont d'Albiano Magra, était un pont routier qui traversait la rivière Magra, reliant les deux hameaux de la municipalité d'Aulla (Province de Massa-Carrara).
Le pont s'effondre à 10 h 14 le 8 avril 2020 pour des raisons encore à déterminer. En raison du volume de trafic réduit au moment de l'accident, en raison des restrictions de circulation dues à l'épidémie de Covid-19, seuls deux conducteurs sont impliqués dans l'accident, subissant des blessures mineures.

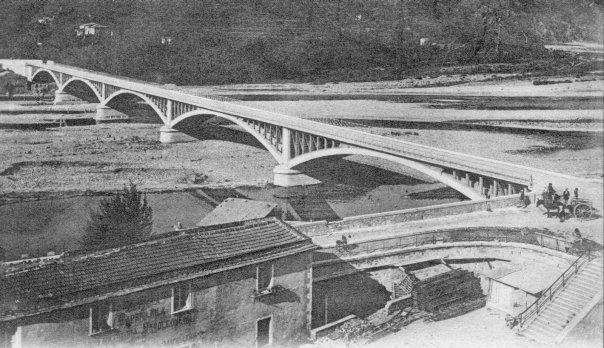
Le pont en 1914.

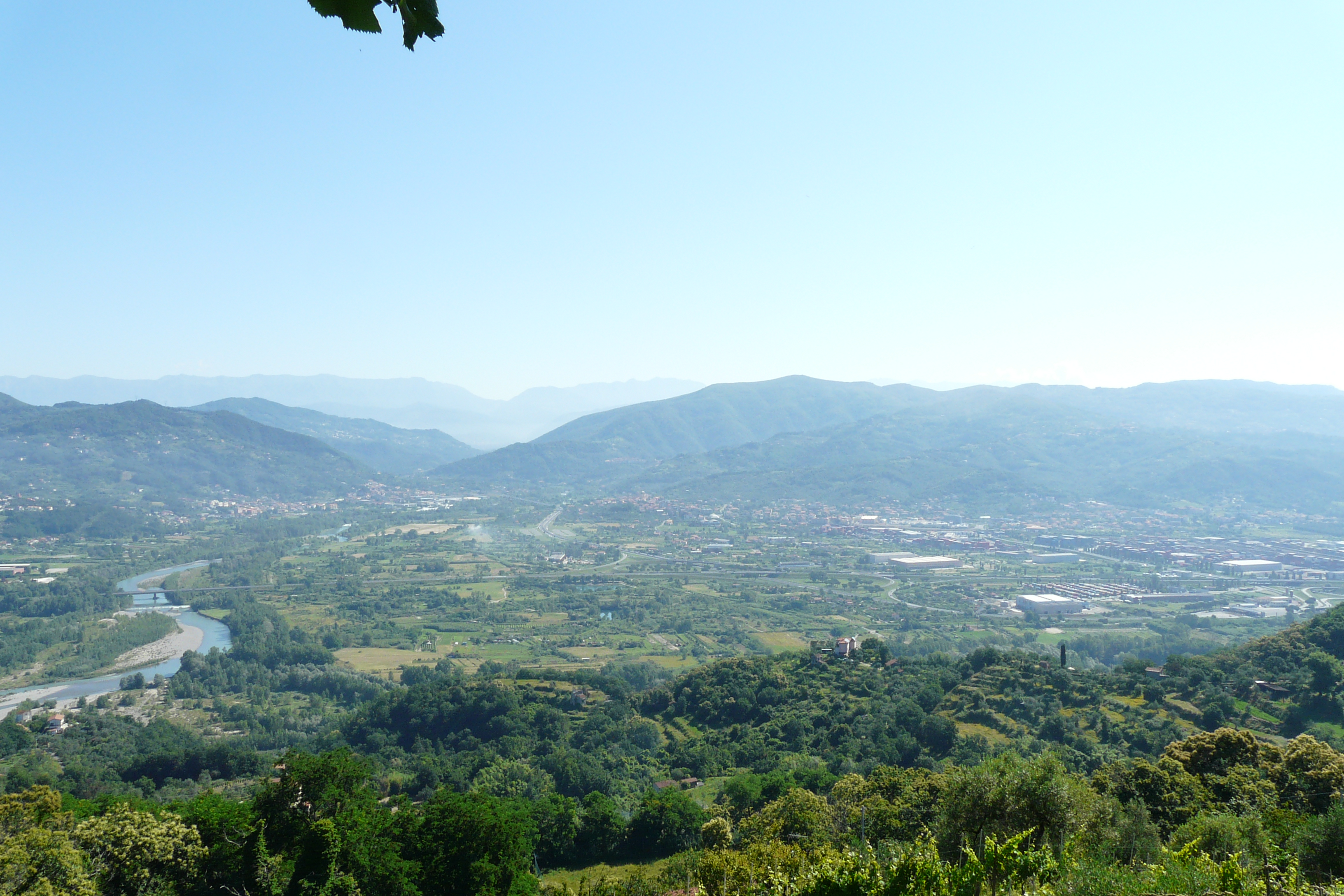
Plaine de Ceparana avec Albiano Magra, Santo Stefano di Magra